# Дьявол и Сонни Листон
Дьявол и Сонни Листон (англ. The Devil and Sonny Liston) — биография чемпиона мира по боксу в тяжёлом весе Сонни Листона, написанная Ником Тошесом. Название книги является отсылкой к рассказу «Дьявол и Дэниел Уэбстер». Предполагаемое название книги Тошеса было «Night Train» в честь одной из любимых песен Листона. Название было изменено по просьбе издателя, чтобы избежать возможной путаницы с одноимённым романом Мартина Эмиса.
Среди затронутых противоречивых тем — спорная дата рождения Листона, его предполагаемые связи с мафией, коррупция в мире профессионального бокса, бой Листона и Клэя в 1964 году, о котором Листон утверждал, что получил травму плеча, бой Листона и Мухаммеда Али в 1965 году и так называемый «фантомный удар», а также смерть Листона от передозировки героином в 1970 году.